# Александър Костов (историк)
Чл.-кор. проф. дин Александър Григоров Костов е български историк балканист, член-кореспондент на Българската академия на науките от 2018 г. Работи в Института за балканистика с Център по тракология „Проф. Александър Фол“ към Българската академия на науките.

## Биография
Александър Костов е роден на 11 февруари 1956 г. в София. През 1975 г. завършва Строителния техникум „Христо Ботев“. През 1983 г. се дипломира в Историческия факултет на Софийския университет „Св. Климент Охридски“, а през 1989 г. става доктор (кандидат на науките) по история в БАН. От 1984 г. работи в Института за балканистика към БАН, а между 2010 и 2018 г. е директор на обединения Институт за балканистика с Център по тракология.. Професор и доктор на науките от 2014 г. През 2018 г. е избран за член-кореспондент на БАН.. От 2019 г. е председател на научния съвет на Института за балканистика с Център по тракология. През 2021 г. е избран за член на Управителния съвет на БАН.
Александър Костов е специалист по балканска история през XIX и XX век. Занимава се и със съвременни проблеми. Автор е на над 150 академични публикации (монографии и статии), издадени на седем езика в България и още 13 страни. Редактор и съставител е на 23 колективни издания.
Чл.кор.проф. Ал. Костов е специализирал в Женевския университет, Maison des Sciences de l’Homme (Париж), Institut für Europäische Geschichte (Майнц – Германия) и NIAS (Васенаар – Нидерландия). Преподавал е в Софийския университет „Св. Климент Охридски“, Европейски университетски институт (Флоренция – Италия), Висшата школа за социални науки (Париж), Университет на Артоа (Арас – Франция) и Технически университет (Дармщат – Германия). Изнасял е лекции в Женевския университет, Харвардския университет, Столичния нормален университет (Пекин, Китай), Утрехтския университет (Нидерландия) и на други места.
През септември 2015 г. е избран (а през 2019 г. – преизбран) за президент на Международната асоциация за изследвания в Югоизточна Европа (AIESEE), основана през 1963 г. под егидата на ЮНЕСКО. През 2019 г. е избран за член-кореспондент на Международната академия по история на науката в Париж, основана през 1928 г.
Член е на редакционни съвети на множество научни списания в България, Румъния, Гърция и др.

## Награди и отличия
- Отличителен знак за заслуги към БАН (2016)
- Офицер на Ордена на крал Леополд – Белгия (2008)
- Кавалер на Ордена „Звездата на Италия“[4] (2018 )

## Избрани публикации
- Швейцария и балканските държави. Икономически връзки (1830-1914 г.). София, Херон прес, 2001. ISBN 954-580-099-2
- България и Белгия: икономически, политически и културни връзки (1879 – 1914). AMC, 2004. ISBN 954-91634-1-5. (Второ издание: Костов, Ал. България и Белгия. Икономически, политически и културни връзки (1879 – 1914). София, Издателска къща „Христо Ботев“, 2005. ISBN 954-445-897-2)[1]
- Развитие на българо-белгийските отношения между двете световни войни. София, АМС, 2005. ISBN 954-916-342-3
- От противници в Студената война до партньори в Европейския съюз. Българо-белгийските отношения от Втората световна война до наши дни. София, ArtMC, 2007. ISBN 978-954-91634-3-8
- Приемственост, модернизация, перспективи. Десет години „Солвей Соди“ (1997 – 2007). София, ЕГ Консулт, 2007. ISBN 978-954-92069-1-3
- От занаят към професия. Инженерството на Балканите от началото на ХVІІІ век до Първата световна война. София, Парадигма, 2015. ISBN:978-954-326-238-0
- Транспорт и комуникации на Балканите (1800 – 1914). Университетско издателство „Св. Климент Охридски“, 2018, ISBN:978-954-07-4342-4